# الغواصة الألمانية يو-195
غواصة يو-195 غواصة يو بوت ألمانية من الفئة التاسعة دي2 بنيت لسلاح بحرية ألمانيا النازية كريغسمارينه، في أحواض بناء السفن والآلات الألمانية وإيه جي فيزر في بريمن خلال الحرب العالمية الثانية.